# Discografia di Malika Ayane
Questa pagina contiene la discografia di Malika Ayane, cantautrice italiana attiva dal 1995.

## Album in studio
| Anno | Titolo                                                                                                 | Classifiche | Certificazioni     |
| Anno | Titolo                                                                                                 | ITA         | Certificazioni     |
| ---- | --- | ----------- | ------------------ |
| 2008 | Malika Ayane - Pubblicato: 26 settembre 2008 - Etichetta: Sugar Music - Formato: CD, download digitale | 9           | - ITA: Platino     |
| 2010 | Grovigli - Pubblicato: 19 febbraio 2010 - Etichetta: Sugar Music - Formato: CD, download digitale      | 2           | - ITA: Platino (2) |
| 2012 | Ricreazione - Pubblicato: 18 settembre 2012 - Etichetta: Sugar Music - Formato: CD, download digitale  | 2           | - ITA: Platino     |
| 2015 | Naïf - Pubblicato: 12 febbraio 2015 - Etichetta: Sugar Music - Formato: CD, download digitale          | 9           | - ITA: Platino     |
| 2018 | Domino - Pubblicato: 21 settembre 2018 - Etichetta: Sugar Music - Formato: CD, LP, download digitale   | 10          |                    |
| 2021 | Malifesto - Pubblicato: 26 marzo 2021 - Etichetta: Sugar Music - Formato: CD, LP, download digitale    | 9           |                    |

## Singoli

### Come artista principale
| Anno                                                                          | Titolo                                | Classifica | Certificazioni     | Album di provenienza        |
| Anno                                                                          | Titolo                                | ITA        | Certificazioni     | Album di provenienza        |
| ----------------------------------------------------------------------------- | ------------------------------------- | ---------- | ------------------ | --------------------------- |
| 2008                                                                          | Sospesa (con Pacifico)                | —          |                    | Malika Ayane                |
| 2008                                                                          | Feeling Better                        | 6          | - ITA: Platino     | Malika Ayane                |
| 2009                                                                          | Come foglie                           | 2          | - ITA: Platino     | Malika Ayane                |
| 2009                                                                          | Contro vento                          | 35         |                    | Malika Ayane                |
| 2010                                                                          | La prima cosa bella                   | 5          | - ITA: Platino     | Grovigli                    |
| 2010                                                                          | Ricomincio da qui                     | 2          | - ITA: Platino     | Grovigli                    |
| 2010                                                                          | Satisfy My Soul                       | —          |                    | Grovigli                    |
| 2010                                                                          | Hello! (con Cesare Cremonini)         | 7          | - ITA: Oro         | 1999-2010 The Greatest Hits |
| 2010                                                                          | Thoughts and Clouds                   | 33         |                    | Grovigli                    |
| 2011                                                                          | Il giorno in più                      | —          |                    | Grovigli                    |
| 2012                                                                          | Tre cose                              | 13         | - ITA: Platino     | Ricreazione                 |
| 2012                                                                          | Il tempo non inganna                  | 85         |                    | Ricreazione                 |
| 2013                                                                          | E se poi                              | 8          | - ITA: Platino     | Ricreazione                 |
| 2013                                                                          | Cosa hai messo nel caffè?             | 39         |                    | Ricreazione                 |
| 2013                                                                          | Neve casomai (un amore straordinario) | —          |                    | Ricreazione                 |
| 2015                                                                          | Adesso e qui (nostalgico presente)    | 9          | - ITA: Platino     | Naïf                        |
| 2015                                                                          | Senza fare sul serio                  | 10         | - ITA: Platino (3) | Naïf                        |
| 2015                                                                          | Tempesta                              | 74         | - ITA: Oro         | Naïf                        |
| 2016                                                                          | Lentissimo                            | —          |                    | Naïf                        |
| 2016                                                                          | Blu                                   | —          |                    | Naïf                        |
| 2018                                                                          | Stracciabudella                       | —          |                    | Domino                      |
| 2018                                                                          | Sogni tra i capelli                   | —          |                    | Domino                      |
| 2018                                                                          | Quanto dura un'ora                    | —          |                    | Domino                      |
| 2019                                                                          | Wow (niente aspetta)                  | —          |                    | /                           |
| 2021                                                                          | Ti piaci così                         | 23         |                    | Malifesto                   |
| 2021                                                                          | Telefonami                            | —          |                    | Malifesto                   |
| 2021                                                                          | Self Control (con Altarboy)           | —          |                    | /                           |
| 2022                                                                          | Una ragazza                           | —          |                    | /                           |
| 2024                                                                          | Sottosopra                            | —          |                    | /                           |
| "—" indica una pubblicazione non classificata o non pubblicata in quel Paese. |                                       |            |                    |                             |

### Come artista ospite
| Anno | Titolo                                                       | Classifica | Certificazioni | Album di provenienza |
| Anno | Titolo                                                       | ITA        | Certificazioni | Album di provenienza |
| ---- | ------------------------------------------------------------ | ---------- | -------------- | -------------------- |
| 2019 | Ipanema (Selton feat. Malika Ayane e Carlinhos Brown)        | —          |                | /                    |
| 2020 | Inguaribile e romantico (Ghemon feat. Malika Ayane)          | —          |                | Scritto nelle stelle |
| 2022 | Perduto insieme a te (Francesco Bianconi feat. Malika Ayane) | —          |                | /                    |
| 2023 | Non esiste altro (Paolo Benvegnù feat. Malika Ayane)         | —          |                | Solo fiori           |

## Altri brani entrati in classifica
| Anno | Titolo                            | Classifica | Certificazioni | Album di provenienza          |
| Anno | Titolo                            | ITA        | Certificazioni | Album di provenienza          |
| ---- | --------------------------------- | ---------- | -------------- | ----------------------------- |
| 2013 | Niente                            | 39         |                | Ricreazione - Sanremo Edition |
| 2014 | Sirene (Fedez feat. Malika Ayane) | 39         | - ITA: Oro     | Pop-Hoolista                  |

## Collaborazioni
| Anno | Titolo                 | In collaborazione con:       | Album di provenienza                   |
| ---- | ---------------------- | ---------------------------- | -------------------------------------- |
| 2008 | Sospesa                | Pacifico                     | Malika Ayane                           |
| 2009 | Verrà l'estate         | Pacifico                     | Dentro ogni casa                       |
| 2009 | Blue Christmas         | Andrea Bocelli               | My Christmas                           |
| 2010 | Little Brown Bear      | Paolo Conte                  | Grovigli                               |
| 2010 | Believe in Love        | Cesare Cremonini             | Grovigli                               |
| 2012 | Omero al Cantagiro     | Francesco De Gregori         | Sulla strada                           |
| 2012 | Ragazza del '95        | Francesco De Gregori         | Sulla strada                           |
| 2012 | L'unica cosa che resta | Pacifico                     | Una voce non basta                     |
| 2013 | Quella giusta per te   | Dargen D'Amico e Stylophonic | BOOM!                                  |
| 2014 | Cosa c'è               | Stag                         | /                                      |
| 2014 | Sirene                 | Fedez                        | Pop-Hoolista                           |
| 2014 | La ladra               | Marta sui Tubi               | Cinque, la Luna e le spine             |
| 2016 | Anima                  | Ron                          | La forza di dire sì                    |
| 2016 | Buena fortuna          | Raphael Gualazzi             | Love Life Peace                        |
| 2018 | Pollyanna              | Cristina D'Avena             | Duets Forever - Tutti cantano Cristina |

## Videografia

### Video musicali
| Anno | Titolo                                | Regista/i                         |
| ---- | ------------------------------------- | --------------------------------- |
| 2008 | Sospesa (feat. Pacifico)              | Paolo Rambaldi, Roberto Battaglia |
| 2008 | Feeling Better                        | Marco Gentile                     |
| 2009 | Come foglie                           | Federico Brugia                   |
| 2009 | Contro vento                          | Federico Brugia                   |
| 2010 | La prima cosa bella                   | Simone Manetti                    |
| 2010 | Ricomincio da qui                     | Federico Brugia                   |
| 2010 | Satisfy My Soul                       | Federico Brugia                   |
| 2010 | Thoughts and Clouds                   | Federico Brugia                   |
| 2011 | Il giorno in più                      | Federico Brugia                   |
| 2012 | Tre cose                              | Federico Brugia                   |
| 2012 | Il tempo non inganna                  | Federico Brugia                   |
| 2013 | E se poi                              | Federico Brugia                   |
| 2013 | Niente                                | Federico Brugia                   |
| 2013 | Cosa hai messo nel caffè?             | Federico Brugia                   |
| 2013 | Neve casomai (un amore straordinario) | Federico Brugia                   |
| 2015 | Adesso e qui (nostalgico presente)    | Federico Brugia                   |
| 2015 | Senza fare sul serio                  | Federico Brugia                   |
| 2015 | Tempesta                              | Federico Brugia                   |
| 2016 | Lentissimo                            | Federico Brugia                   |
| 2016 | Blu                                   | Federico Brugia                   |
| 2018 | Stracciabudella                       | Sam Kristofski                    |
| 2018 | Sogni tra i capelli                   | Sam Kristofski                    |
| 2018 | Quanto dura un'ora                    | Sam Kristofski                    |
| 2019 | Wow (niente aspetta)                  | Jamie Robert Othieno              |
| 2021 | Ti piaci così                         | Federico Merlo                    |
| 2021 | Telefonami                            | Niccolò Maria Pagani              |
| 2022 | Una ragazza                           | Byron Rosero                      |
| 2024 | Sottosopra                            | Attilio Cusani                    |

#### Partecipazioni in video di altri artisti
| Anno | Titolo                 | Artista                                          | Regista/i                                |
| ---- | ---------------------- | ------------------------------------------------ | ---------------------------------------- |
| 2009 | Domani                 | Artisti Uniti per l'Abruzzo                      | Ambrogio Lo Giudice                      |
| 2009 | Verrà l'estate         | Pacifico feat. Malika Ayane                      | Camila Cechi                             |
| 2010 | Hello!                 | Cesare Cremonini feat. Malika Ayane              | Marco De Giorgi                          |
| 2012 | L'unica cosa che resta | Pacifico feat. Malika Ayane                      | Roberto "Saku" Cinardi                   |
| 2016 | Una città per cantare  | Ron & Artisti Insieme per la Lotta Contro la SLA | Marco Donazzan, Luca Donazzan            |
| 2017 | Buena fortuna          | Raphael Gualazzi feat. Malika Ayane              | Jacopo Rondinelli                        |
| 2019 | C'è da fare            | Kessisoglu & Friends per Genova                  | Lele Biscussi, Gianluca "Calu" Montesano |
| 2019 | Ipanema                | Selton feat. Carlinhos Brown e Malika Ayane      | Niccolò Valentino, Giulia Rosco          |
| 2022 | Cassandra              | Serpenti feat. Malika Ayane                      | Nespy 5euro                              |